# Long Meg and her Daughters

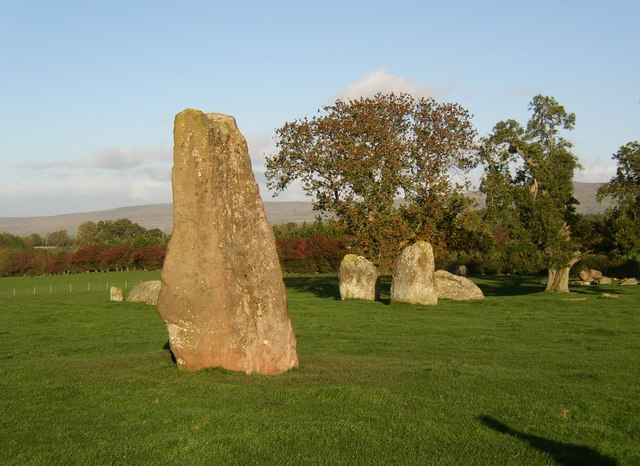
Long Meg and her Daughters

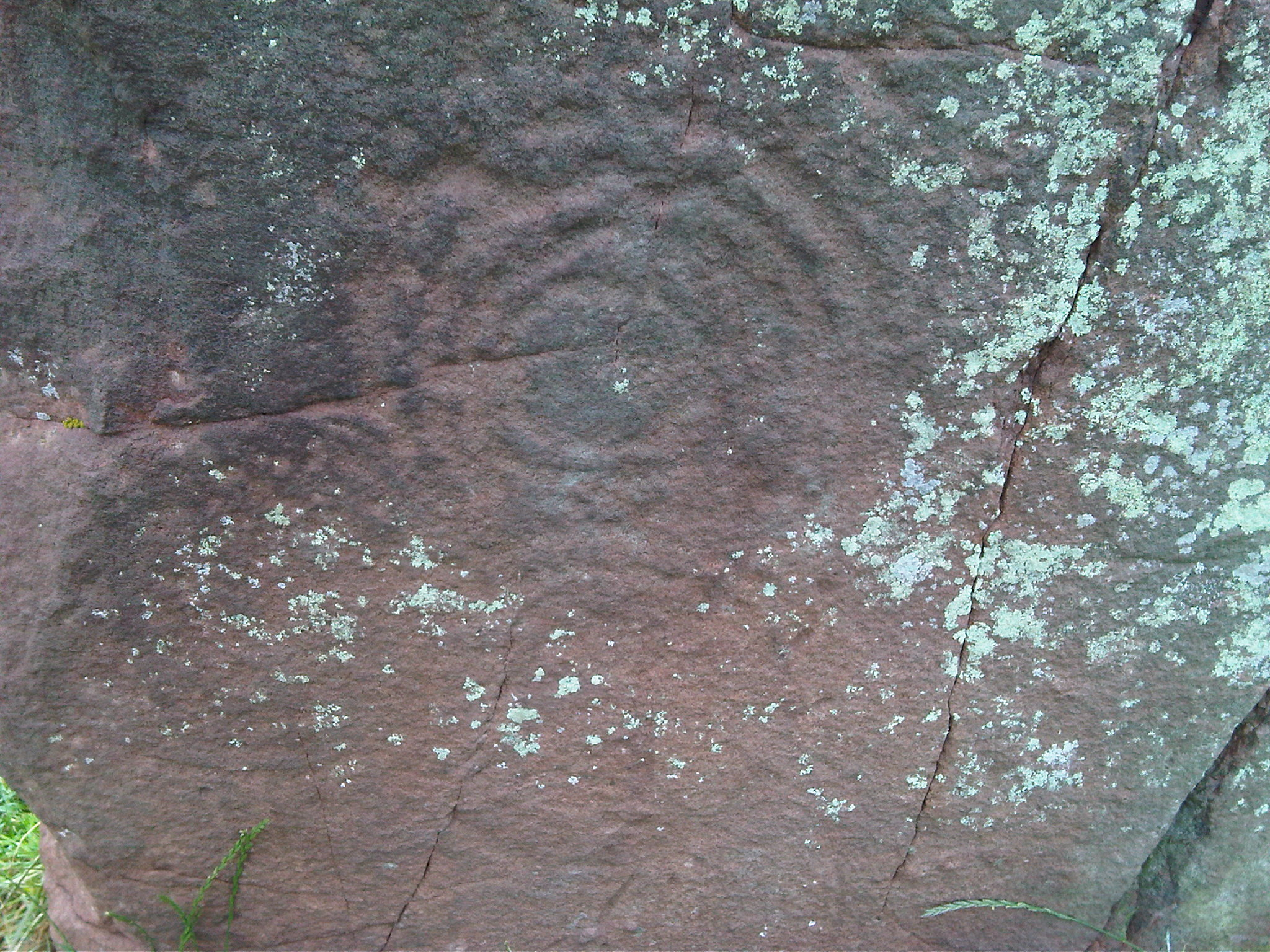
Felsritzung auf Long Meg

Der Steinkreis „Long Meg and her Daughters“ und „Little Meg“ liegen im Osten des Eden Valley, auf einem sanft abfallenden Hügel nordöstlich von Little Salkeld und südlich von Glassonby in Cumbria in England.

## Long Meg and her Daughters
„Long Meg and her Daughters“ (die lange Meg und ihre Töchter) ist einer der größten Steinkreise auf den Britischen Inseln. Er soll einer der ältesten sein und aus dem späten Neolithikum stammen.

### Long Meg
Long Meg ist ein 3,8 m hoher, neun Tonnen wiegender Ausreißer (englisch outlier) aus rotem Sandstein, der etwa 18 m vom Zugang des Kreises entfernt steht. Auf der dem Kreis zugewandten Seite des Long Meg, befinden sich Felsritzungen bestehend aus Cup-and-Ring-Markierungen, konzentrischen Kreisen und Spiralen.

### Die Töchter
Der Steinkreis (die Töchter) bildet ein Oval von 109 auf 94 m Durchmesser, aus 69 Granitfindlingen, von denen einige umgefallen sind. Der Zugang zum Kreis, durch ein Steinpaar, das etwas außerhalb des Kreises liegt befindet sich im Südwesten.

## Weitere Entdeckungen
In den letzten Jahren wurde im Norden des Kreises eine Einhegung mit einem Graben entdeckt, die die Abflachung im nördlichen Teil des Kreises erklärt. Scheinbar haben die Erbauer des Kreises ein älteres Erddenkmal respektiert. Im Westen des Kreises haben Luftaufnahmen die Existenz eines Cursus enthüllt, der ebenfalls älter sein könnte als der Kreis, während alte Berichte von einem Cairnpaar innerhalb des Kreises berichten, das wahrscheinlich jünger als der Kreis war. Es ist unklar, ob die „Töchter“ und „Long Meg“ zeitgenössischen sind.

## Little Meg
Obwohl Little Meg (auch Maughanby Circle genannt) bisweilen als Steinkreis bezeichnet wird, ist es der Rest eines runden spätbronzezeitlichen Cairns. Er bestand ursprünglich aus einer zerstörten zentralen Steinkiste, die von einem niedrigen Hügel aus Steinen und Erde bedeckt war, der von Randsteinen (die die erhaltenen Reste bilden) umgeben war. Die zehn oder elf verbliebenen Steine stehen etwa 800 m östlich von „Long Meg and her daughters“ am Rande eines Feldes. Der Randsteinkreis hat etwa 8,5 m Durchmesser, obwohl die Positionen der Steine in der Vergangenheit wahrscheinlich verändert worden ist. Die Steinkiste enthielt eine Urnenbestattung.
Zwei Felsritzungen wurden entdeckt. Eine befindet sich im Penrith  Museum. Die vor Ort verbliebene zeigt eine im Uhrzeigersinn verlaufende Spirale auf der linken Seite, die mit konzentrischen Kreisen auf der rechten Seite verbunden ist. Das Design hat etwa 80 cm Durchmesser.